# Richard Aldington
Richard Aldington, född Edward Godfree Aldington 8 juli 1892 i Portsmouth, död 27 juli 1962 i Bourges, var en engelsk författare och poet. 

## Biografi
Aldington gjorde sig först känd som skald och anslöt sig till imaginisterna, för vilkas tidskrift, The Egoist, han 1914 blev redaktör. Imaginisternas poetiska uppfattningssätt behärskar mer eller mindre klart hans  Images old and new (1915), War and love (1918), Images of desire (1919) m. fl.
I vidare kretsar är Aldington mest känd för sin prosa om första världskriget, särskilt då den pacifistiska romanen, Death of a Hero, 1929. Med utgångspunkt från sina erfarenheter från västfronten 1916-1918 gav han i boken en ovaligt bitter skildring av soldatlivet och attackerade samtidigt hätskt den äldre generationens förljugna moral, hycklande religiositet och allmänna livsoduglighet.
Stort uppseende väckte också den kritiska biografin, Lawrence of Arabia: A Biographical Inquiry, 1955. Biografin, Wellington, 1946 tilldelades han James Tait Black Memorial Prize för. Tillsammans med sin fru Hilda Doolittle var han en av grundarna till den Imagistiska rörelsen.